# Росляков, Анатолий Яковлевич
Росляков, Анатолий Яковлевич (23 апреля 1912, Слободской уезд, Вятская губерния — ноябрь 1943, Каневский район, Киевская область) — командир взвода 936-го стрелкового полка (254-я стрелковая дивизия, 52-я армия, 2-й Украинский фронт), младший лейтенант, Герой Советского Союза.

## Биография
Родился 23 апреля 1912 года в деревне Бугор в семье крестьянина. Русский. Окончил 5 классов, работал в колхозе.
На действительной службе в РККА в 1934—1936, 1939—1940 и с июля 1941 года. Участник советско-финской войны 1939—1940 годов. В 1943 году окончил курсы младших лейтенантов. Член ВКП(б) с 1943 года.
Командир взвода 936-го стрелкового полка (254-я стрелковая дивизия, 52-я армия, 2-й Украинский фронт). Участвовал в форсировании Днепра 13 ноября 1943 года и героическом удержании плацдарма под Каневом. Пропал без вести в ноябре 1943 года.
Указом Президиума Верховного Совета СССР «О присвоении звания Героя Советского Союза генералам, офицерскому, сержантскому и рядовому составу Красной Армии» от 22 февраля 1944 года за «образцовое выполнение боевых заданий командования при форсировании реки Днепр, развитие боевых успехов на правом берегу реки и проявленные при этом отвагу и геройство» удостоен звания Героя Советского Союза.

## Память
- В честь А. Я. Рослякова названы улицы в Нагорске и Кирове.
- Его имя увековечено на Стелле героев в Черкассах, Украина.

## Комментарии
1. ↑  Деревня Бугор, относившаяся к Сочневской волости Слободского уезда, в последующем входила в состав Аникинского, затем Николаевского сельсовета Нагорского района Кировской области; упразднена 22.10.1987[1].